# Ирурсун, Уго Альфредо
Уго Альфредо Ирурсун (исп. Hugo Alfredo Irurzun, псевдоним — капитан Сантьяго (исп. Capitán Santiago); 1945 — 18 сентября 1980) — аргентинский революционер и партизан, товарищ Энрике Горриарана, участник убийства никарагуанского диктатора Анастасио Сомосы.

## В Аргентине
В 1970-х присоединился к Революционной партии трудящихся и стал в ней одним из лучших военных руководителей РАН. Вместе с Энрике Горриараном Мерло руководил нападением на военный гарнизон в провинции Буэнос-Айрес 19 января 1974 года.
Руководил партизанскими действиями в горах Тукумана, в том числе неудачным нападением РАН на подразделение ВДВ в Катамарке, после которого, не успевший отступить и окружённый, партизанский арьергард был разгромлен.
28 мая 1975 года отряд Уго Ирурсуна попал в засаду, а сам он был ранен в ногу в ходе столкновений с правительственными войсками во время проведения операции «Независимость».
В 1976 году отправился на Кубу, где вместе с Энрике Горриараном Мерло выступал против линии Луиса Маттини, тогдашнего генерального секретаря РПТ, после чего они направились в Никарагуа.

## В Никарагуа
В 1978 г. Ирурсун и Горриаран Мерло, а также другие партизаны РАН присоединились к борьбе сандинистов и сформировали в составе Южного фронта им. Бенхамина Селедона (исп. Frente Sur Benjamín Zeledón) колонну партизан-интернационалистов. Они воевали против национальной гвардии в Ривасе, Сан-Карлосе, Рио Сан-Хуане и, во время последнего наступления на диктаторский режим Сомосы, 19 июля 1979 г. вошли в Манагуа.
После победы сандинистской революции бойцы РАН вели борьбу против контрас и готовили нападение на Анастасио Сомосу, скрывающегося в Парагвае.

## В Парагвае
Уго Ирурсун через Колумбию попал в Парагвай и остановился в Асунсьоне, где сорок дней вел разведывательную работу. Затем ответственным за слежку и наблюдение был назначен Горриаран Мерло, а Уго Ирурсун начал работу по переброске через аргентинскую границу вооружения: гранатомёта РПГ-2, штурмовых винтовок М-16, FN FAL и пистолетов.
После долгого сбора разведывательных данных о перемещениях экс-диктатора, партизаны сняли дом напротив улицы, по которой проходил самый часто используемый маршрут Сомосы и ранним утром 17 сентября 1980 г. начали операцию.
Уго Ирурсун стал тем, кто должен был использовать гранатомёт, так как партизаны догадывались об усиленном бронировании мерседеса Сомосы. Однако первый выстрел из РПГ-2 был неудачным, и охрана Сомосы открыла ответный огонь. Давая своему товарищу время перезарядить оружие, Горриаран Мерло и другие бойцы РАН начали обстреливать автомобили экс-диктатора и его охраны, не давая тем возможности вырваться из засады. От второго выстрела из гранатомёта бронированная машина лишилась крыши и двери, а Анастасио Сомоса был убит на месте. После этого группа партизан отступила в точности по плану.
Но уже в 8 утра того же дня Уго Ирурсун был опознан как участник нападения (он был 1.90 роста и носил рыжую бороду, что сильно выделяло его среди обычного населения Парагвая); это сделало невозможным исчезновение из страны. Вечером того же дня полиция сообщила, что Уго Ирурсун был убит в перестрелке. По версии Энрике Горриаран Мерло, Ирурсун был арестован и подвергнут пыткам, из-за чего и погиб. Впоследствии подтвердилась версия гибели Ирурсуна в результате жесточайших пыток.